# Herb Włodowic
Herb Włodowic – jeden z symboli miasta i gminy Włodowice, ustanowiony 30 sierpnia 2000.

## Wygląd i symbolika
Herb przedstawia na tarczy dzielonej z lewa w skos w polu górnym czerwonym srebrną różę pięciopłatkową, natomiast w polu dolnym błękitnym srebrną muszlę amonitową. Róża pochodzi z herbu Poraj, którym pieczętowały się rodziny Męcińskich i Poleskich, natomiast muszla nawiązuje do Jury Krakowsko-Częstochowskiej i Jurajskich Parków Krajobrazowych.
Pierwotnym herbem miasta z połowy XVI w. były litery S oraz I flankujące T (lub krzyż egipski), od czoła tarczy z gwiazdą pośrodku. Od połowy XVI w. obowiązywało połączenie herbów Odrowąż i Bonarowa (na podzielonym w słup polu tarczy położono po prawej połowę godła herbu Odrowąż - rogaciny z zawiasą kotłową, po lewej połulię z herbu Bonarowa). Przejęcie miasta przez Męcińskich herbu Poraj spowodowało zmianę herbu, odtąd była nim róża w polu czerwonym z korona na tarczy.